# Dōjinshi
Der Begriff Dōjinshi (japanisch geschrieben 同人誌) ist eine Abkürzung des Begriffs dōjin zasshi (同人雑誌, „Zeitschrift von und für Gleichgesinnte“, dōjin sind Menschen, die den gleichen Geschmack teilen, zasshi ist das Magazin) und bezeichnet von nichtprofessionellen Zeichnern im Selbstverlag herausgegebene Mangas, vergleichbar mit Fanzines.

## Inhalt und Umfang
Da die Zeichner keinen redaktionellen Beschränkungen unterliegen, bieten die Dōjinshis große Ausdrucksfreiheit. Dies hat den Dōjinshi-Markt zu einer Innovationskraft im Manga werden lassen, in dem manche Genres und Formen erst entstanden und ausprobiert wurden, ehe sie von professionellen Anbietern und dem Massenmarkt aufgenommen wurden. Grundsätzlich sind im Dōjinshi alle literarischen Formen möglich und vertreten: Biografisches, Reiseberichte, religiöse und politische Themen und originäre fantastische und dramatische Stoffe. Ein nicht geringer Teil der Veröffentlichungen handelt von erotischen und sexuellen Beziehungen.
Neben Magazinen und Zirkeln, die sich ausschließlich originalen Geschichten widmen, werden bei einem Großteil der Dōjinshi Charaktere aus bestehenden Manga- oder Animeserien, Spielen oder Fernsehserien entlehnt. Die Geschichten sind dann oft humorvoller, parodistischer Natur oder eine Würdigung des entliehenen Charakters. Diese Form wird auch „Aniparo“ genannt, ein Kofferwort aus Animation und Parodie. Oft sind diese jedoch weniger parodistisch, als dass sie oft gleichgeschlechtliche, männliche Figuren aus einer Serie in eine romantische oder erotische Beziehung versetzen. So gibt es viele Geschichten über homosexuelle Beziehungen, das heißt der Genres Yaoi und Yuri. Insbesondere Yaoi als Variante mit männlichen Protagonisten, beziehungsweise Boys Love, fand vor der Verbreitung im Verlagsmarkt zunächst in Dōjinshis große Beliebtheit. Über die homoerotischen Geschichten hinaus finden bei der überwiegend weiblichen Autoren- und Leserschaft Geschichten mit jungen, gutaussehenden bis androgynen Männern Anklang, die dem Idealbild des Bishōnen entsprechen. Manche sehen sie als wichtigsten Grund zu Produktion und Konsum von Dōjinshi, und so hatte die Szene auch in der Gestaltung dieses Idealbildes Einfluss auf Verlagspublikationen, die dieses Bild beziehungsweise damit vertraute Künstlerinnen übernahmen. Auch Lolicon mit erotischen Geschichten über minderjährige Mädchen hat Wurzeln im Dōjinshi-Markt.
Während Dōjinshi als Teil der Fankultur oft als Derivate oder Abwandlungen des Originalwerkes oder kanonischen Werkes beschrieben werden, beschreiben andere Kulturwissenschaftler die kreativen Teile der Fankultur, zu denen Dōjinshi zählen, als archontisch. Das heißt, dass nicht von einem Kanon ausgegangen wird, sondern von einem Archiv im Sinne von Jacques Derrida, an dem sich die Mitglieder der Fanszene bedienen und eigene Werke, Perspektiven und Ideen beitragen, an denen sich wiederum andere bedienen, ohne dass es eine Hierarchie  gäbe. Außerdem lässt sich die Fankultur als eine Erscheinung des Produsers einordnen, der Medienprodukte nicht passiv konsumiert, sondern aktiv teilhat und sie mitgestaltet. Auf diese Weise können die Teilnehmenden sich den Stoff auch aneignen und umdeuten, wie es besonders bei Boys Love beziehungsweise Yaoi durch die vornehmlich weiblichen Fans geschieht. So können sie in diesem Genre männlich dominierte Werke aufgreifen und in ihren Fan-Geschichten traditionelle Rollenbilder in Frage stellen und neue Gender-Rollen entwerfen. Sie können dabei eigenen Bedürfnissen nach Ästhetik, Erotik, Kreativität, Wirksamkeit und – im Austausch mit anderen Fans – auch nach sozialem Austausch folgen. So schreibt Katharina Hülsmann zusammenfassend: „Dōjinshi können als Werke einer vor allem weiblichen Fankultur betrachtet werden, da Mädchen und Frauen durch diese Werke als Subjekte aktiv werden, mit den Geschichten in einer von männlichen Perspektiven und homosozialen Beziehungsgefügen bestimmten Medienkultur interagieren und so ihre eigenen Geschichten in einem neu gewonnenen Freiraum erschaffen“. Dabei seien deren Beweggründe aber vielfältig und nicht verallgemeinerbar.
Die Qualität der Hefte, anders als bei nichtprofessionellen Urhebern vielleicht zu erwarten, kann hochwertig und vergleichbar mit professionellen Produkten bis hin zu Kunstbüchern sein. Das ist jedoch nicht immer der Fall und die Qualität fällt sehr unterschiedlich aus, sowohl in Inhalt und Stil als auch – bei gedruckten Exemplaren – in Material und Bindung. Der Umfang kann von einzelnen Blättern oder ungebundenen Blattsammlungen über Hefte mit 5 Seiten bis zu Magazinen mit über 200 Seiten reichen. Auch das Format kann sehr unterschiedlich ausfallen. Entsprechend variabel sind Preise, beispielhaft wurden für das Jahr 2000 Preise von 200 bis 1200 Yen für einen Dōjinshi genannt.

## Markt
Dōjinshi werden in Japan hauptsächlich auf Dōjinshi-Messen verkauft. Die größte solcher Messen ist der zweimal jährlich stattfindende Comic Market (Comiket) in Tokio, zugleich auch die größte Comic-Messe der Welt. Etwa 35.000 Dōjinshi-Zirkel sind vertreten und 500.000 Besucher werden gezählt. Über das ganze Jahr finden viele weitere, kleinere Verkaufsveranstaltungen statt. Diese widmen sich oft speziellen Themen, Genres oder dem Fandom einer einzelnen Manga- oder Animeserie. So veranstaltet der Verlag Akabooboo jährlich Veranstaltungen unter dem Namen Comic City in mehreren Städten Japans, die sich vor allem Werken von und für Frauen widmen. Das Unternehmen Studio You wiederum veranstaltet viele kleinere Messen, die sich dem Fandom je einer Serie widmen, sogenannte „Only-Events“. 2013 waren dies über 300. Daneben erfolgt der Vertrieb auch über auf Dōjinshi spezialisierte Ladenketten oder Second-Hand-Buchhandlungen sowie zunehmend über das Internet. Online findet sowohl der Vertrieb gedruckter Hefte durch Händler und Zirkel als auch mittlerweile die direkte Veröffentlichung als Webcomic statt. Die Bedeutung der Läden ist jedoch nachrangig gegenüber den Messen, da auf diesen auch der soziale Aspekt der Szene durch den Kauf direkt bei Kunstschaffenden zu tragen kommt.
Die Auflagen bei der Comiket liegen zwischen 100 und 5.000 Exemplaren. Der Gesamtumfang des Dōjinshi-Marktes in Japan ist größer als der gesamte Comicmarkt anderer Länder wie beispielsweise der USA. Die Käufer- beziehungsweise Leserschaft ist sehr gemischt und anders als der professionelle Mangamarkt nicht in demografische Gruppen nach Alter und Geschlecht unterteilt.

## Produzenten
Die Dōjinshi werden von Dōjin-Gruppen verlegt, die häufig auch nur aus einer Person bestehen. Die Gruppen bezeichnen sich als „Zirkel“ (サークル, sākuru für englisch circle). Manchmal werden auch die Zirkel oder Klubs selbst mit „Dōjinshi“ bezeichnet. Sie entstanden erstmals aus den Schul- und Studentenklubs von Manga-Interessierten in den 1970er Jahren. Die große Mehrheit unter den Dōjinshi-Schaffenden sind weiblich – oft auch, weil sie weniger Karrierechancen und damit weniger Erfolgsdruck haben als ihre männlichen Altersgenossen und sich daher während der Ausbildung einem solchen Hobby widmen können. Während die meisten Zeichner ihre Fanwerke nur als Hobby ohne kommerzielle Absicht verlegen, gibt es auch einige wenige, die ihren Lebensunterhalt damit bestreiten können.
Viele professionelle Manga-Zeichner haben ihre Wurzeln in der Dōjinshi-Szene. Zu den erfolgreichsten Beispielen zählen die Zeichnergruppe Clamp oder Rumiko Takahashi, und schon Moto Hagio begann ihre Karriere vor 1969 mit selbstverlegten Comics. Viele der von Verlagen engagierten Zeichner veröffentlichen auch später noch gelegentlich Dōjinshi oder sogar ebenso oft wie über den professionellen Markt. Diese Zeichner schätzen die Freiheit, die ihnen das Selbstverlegen gewährt, und bringen dabei auch Dōjinshi zu ihren eigenen, bei Verlagen erschienenen Werken heraus, die dann bisweilen explizite sexualisierte Inhalte bieten, die bei einer Verlagsveröffentlichung nicht akzeptiert würden.

## Entwicklung
Seit den frühen 1960er Jahren gibt es von Fans produzierte Comics, Vorläufer gab es bereits im literarischen Bereich in Form von Fanfictions. Zur gleichen Zeit gab es bedeutende Bewegungen von Alternativen Manga, insbesondere Gekiga, die jedoch in den 1970er Jahren ihr Ende fanden und teilweise im Mainstream-Seinen-Manga aufgingen. Junge, angehende Manga-Zeichner, insbesondere in Schüler- und Studentenklubs, suchten daraufhin neue Möglichkeiten, ihre ersten Werke zu veröffentlichten. So bekam die Szene der Selbstverleger deutlich Zulauf und entwickelte sich durch die Entstehung von eigenen Messen zu einem eigenen Markt. Bis dahin konnten die Hefte nur über persönliche Kontakte verbreitet werden, was sie auf die Bekanntenkreise junger Künstlerinnen beschränkte. Die Gründung der Messe Comic Market 1975 wird auch als eigentlicher Start der Dōjinshi-Szene betrachtet. Dazu kam die Entstehung einer weiblichen Fanszene, die Fanwerke über beliebte Serien verfasste, und dabei oft gleichgeschlechtliche Liebe zwischen deren Protagonisten erdachte. Eine parallele Entwicklung gab es mit der Entstehung von Slash-Fictions in den USA. Die weibliche Fanszene wurde zu einem wichtigen Bestandteil der Dōjinshi-Szene.
Die Teilnehmer der Märkte wurden wie andere, als Otaku bezeichnete Fans von Anime und Manga von der Öffentlichkeit abschätzig bewertet oder als Stubenhocker gebrandmarkt. Nach den Morden Tsutomu Miyazakis 1989, der auch Fan von Anime und Manga war, begann eine landesweite Kampagne gegen die Fanszene und dabei auch gegen Dōjinshi und Messen, bis hin zur Verhaftung einiger Dōjinshi-Zeichner. Mit der Zeit und nach Gegenkampagnen von Künstlern sowie Maßnahmen von Verlagen gegen einige sexualisierte Inhalte flaute diese feindliche Stimmung in der Öffentlichkeit wieder ab. Im Laufe der 1980er und 1990er Jahre wuchs die Zahl der Zeichner, der Zirkel und der Messen stetig, auch durch die bessere Verfügbarkeit von Kopiertechnik und später durch die neuen technischen Möglichkeiten mit Computern und Internet.

## Verhältnis zum professionellen Markt und rechtliche Situation
Verleger raten ihren Zeichnern in der Regel ab, Dōjinshi zu veröffentlichten, da sie (insbesondere aber die Verlage) dann keine Kontrolle über die Rechte, ihr Image und die Profite haben. Nichtsdestotrotz gibt es auch einige bei Verlagen unter Vertrag stehende Mangaka, die parallel noch immer Dōjinshi veröffentlichen. Ein Beispiel ist Rikudo Koshi, der auch nach seinem Durchbruch mit der Serie Excel Saga weiterhin Dōjinshi unter seinem eigenen Namen zeichnet und auf Messen verkaufte.
Ein großer Anteil der Dōjinshi stellt wegen der Verwendung von Figuren aus Werken anderer Künstler eine Urheberrechtsverletzung dar, die auch nach japanischem Recht verfolgbar wäre. Die Rechtsverletzungen durch Dōjinshi werden von Verlagen üblicherweise ignoriert, da die Parodien das Interesse am Original steigern. Zudem sind die Hersteller in der Regel nicht kommerziell orientiert, sondern erstellen die Dōjinshi als Hobby. Auch die durchaus kommerziell orientierten Zwischenhändler wie Messen oder spezialisierte Läden bleiben trotz bestehender rechtlicher Möglichkeiten von den Verlagen unbehelligt. Gründe für die Toleranz beziehungsweise das Ignorieren der Verlage gegenüber Dōjinshi sind die vergleichsweise geringen, nach japanischem Recht einklagbaren Schadensersatzsummen, der hohe Aufwand für die Rechtsdurchsetzung sowie insbesondere der Schaden, der einem Verlag an seinem Ansehen und im Verhältnis zu seinen Fans und damit seinen Lesern entstehen kann, wenn er eben diese Leser für ihre oft aus Hingabe zu den Originalen produzierten Werke verfolgt. Nur in wenigen Beispielen haben Verlage geklagt, so 1999 Nintendo wegen Pokémon-Dōjinshi und 2006 Shogakukan wegen Inu-Yasha-Dōjinshi – in beiden Fällen waren die Fanwerke pornografisch. Manche Geschichten sind dagegen sogar bewusst so gestaltet, dass die den Fans Raum lassen, sich eigene Nebengeschichten und Fortsetzungen zu überlegen.
Während ein Teil der Verleger die Fanwerke eher ignoriert und bemüht ist, beide Märkte strikt zu trennen, sind andere auf Dōjinshi-Messen mit Ständen aktiv vertreten und pflegen Kontakte in die Szene. Ein Beispiel für die Entwicklung zu einem professionellen Produkt ist die Serie Haibane Renmei, die als Dōjinshi begann. Aufgrund des großen Erfolges wurden spätere Bände über einen Verlag vermarktet, ehe die Mangas zugunsten einer Umsetzung als Anime-Serie eingestellt wurden. Ein anderes Beispiel ist der Manga Zetsuai, der aus einem Dōjinshi zu Captain Tsubasa hervorgegangen ist.

## Dōjinshi außerhalb Japans
Japanische Dōjinshi gelangen als selbstverlegte Werke und wegen des oft unsicheren oder eindeutig illegalen urheberrechtlichen Status nur selten übersetzt außerhalb Japans. Nur wenige Werke, meist Anthologien, wurden professionell übersetzt verlegt. Jedoch ist es zunehmend einfacher, die originalen Dōjinshi online zu lesen, da diese Veröffentlichungsvariante häufiger genutzt wird. Einige originale Hefte finden auch über internationale Anime-Conventions oder über Online-Versandhandel ihre Verbreitung außerhalb Japans.
Auch in der Fanszene von Anime und Manga außerhalb Japans werden Dōjinshi produziert. Eine der wesentlichen Möglichkeiten zur Präsentation ist dabei das Internet. Zunächst fand die Fanpraxis in den asiatischen Nachbarn Japans Anklang, so ab den 1990ern in Hongkong. Über Conventions entstanden entsprechende Fanszenen in der englischsprachigen Welt, so beispielsweise eine lebendige Dōjinshi-Szene in Australien in den 2000ern. In der deutschen Fanszene etablierte sich die Plattform Animexx für die Online-Veröffentlichung von Dōjinshi und Fanart. Daneben bestand mit dem Manga-Talente-Wettbewerb der Leipziger Buchmesse auch eine Plattform für gedruckte Dōjinshi. Diese sowie auch die in einigen Anthologien von Verlagen wie Schwarzer Turm veröffentlichten Werke erzählten jedoch originale Geschichten, während die online veröffentlichten Dōjinshi, wie die Vorbilder in Japan, meist Figuren aus bekannten Anime- und Mangaserien aufgreifen. Wie auch in Japan traten aus den Dōjinshi-Zeichnerinnen einige hervor, die von Verlagen unter Vertrag genommen wurden und eine Karriere als professionelle Zeichnerinnen beginnen konnten.